# Azerion
Azerion ist ein niederländisches Medien-, Technologie- und Unterhaltungsunternehmen mit Sitz in Amsterdam, das durch die Fusion der AdTech-Plattform Improve Digital mit dem Videospielentwickler OrangeGames entstand und sich überwiegend auf den europäischen Markt fokussiert. Das Unternehmen fungiert als Dachgesellschaft für zahlreiche Unternehmen wie Sellbranch, Widespace und Sulake.
Azerion bietet neben Videospielen auch vielfältige Technologielösungen an, mit dem Ziel die gesamte Wertschöpfungskette abzubilden, um Publisher, Werbetreibende und Nutzer zusammenzubringen. Zur Erweiterung seines Portfolios, verfolgt Azerion eine ausgeprägte Akquisitionspolitik.
Das Unternehmen ist nach eigenen Angaben der größte Anbieter von Gelegenheitsspielen in den Niederlanden und unterhält Büros unter anderem in Amsterdam, Berlin, Brüssel, Helsinki, Istanbul, Kopenhagen, Lissabon, London, Madrid, Oslo, Paris und Stockholm.

## Geschichte
Im Februar 2018 fusionierten Improve Digital und OrangeGames zur Blue Orange Group. Da es sich dabei jedoch um einen vorläufigen Arbeitstitel handelte, wurde im Oktober 2018 schließlich verkündet, dass der Name des Unternehmens Azerion lauten wird. Vor der Fusion handelte es sich bei Improve Digital um eine Tochter des Schweizer Telekommunikationsunternehmen Swisscom.
Im Mai 2018 wurde öffentlich, dass Azerion (damals noch unter der OrangeGames-Marke) die Mehrheit am finnischen Social-Entertainment-Unternehmen Sulake vom finnischen Telekommunikationsunternehmen Elisa übernimmt. Sulake ist vor allem für die virtuelle Online-Community Habbo bekannt.
Am 20. Juni 2019 wurde verkündet, dass Azerion die Mobile-Games-Sparte vom niederländischen Casual-Gaming-Unternehmen Spil Games sowie einen Minderheitsanteil erwirbt.
Im Juli 2019 erwarb Azerion die virtuelle Online-Community Woozworld von einer Gruppe kanadischer Investoren.
Am 11. Oktober 2019 wurde bekannt, dass Azerion den deutschen Online-Vermarkter HiMedia von der französischen AdUX übernommen hat, die in der Vergangenheit unter dem Namen Hi-Media auftrat. Azerion besaß zuvor bereits indirekt einen Anteil an HiMedia Deutschland durch eine strategische Minderheitsbeteiligung an AdUX.
Seit September 2019 bündelt Azerion seine Geschäftsaktivitäten in der zentralen Plattform AzerionOne.

## Unternehmen im Besitz von Azerion
- AdUX (Minderheitsanteil)
- GameDistribution
- Hi-Media
- Improve Digital
- Kizi.com
- Plinga GmbH
- Sellbranch
- Semilo
- Smeet Communications GmbH
- Spil Games
- Sulake
- Tubia
- Tunnl
- Voidu
- Widespace
- Yoki Network
- Youda Games
- Whow Games GmbH[9]